# Hunters Hollow
Hunters Hollow – miasto w Stanach Zjednoczonych, w stanie Kentucky, w hrabstwie Bullitt.